# Schermberg
Der Schermberg ist mit 2396 m ü. A. nach dem Großen Priel und der Spitzmauer der dritthöchste Gipfel im Toten Gebirge. Die Nordwand des Schermbergs ist mit 1400 m nach der Watzmann-Ostwand und der Triglav-Nordwand die dritthöchste Wand der Ostalpen und schließt die Hetzau, welche das größte Bergsturztal Europas ist, ab.

## Etymologie
Der Name Schermberg leitet sich vom altdeutschen Ausdruck Scherm ab und bedeutet Schirm, Unterstand.

## Aufstieg
Der Berg kann vom Almtaler Haus (714 m) in der Hetzau über die Welser Hütte (1726 m) in ca. 5 h Gehzeit erreicht werden. Die letzten 600 Höhenmeter können auch auf dem 2009 errichteten Tassilo-Klettersteig (Schwierigkeit C) überwunden werden, der nach etwa 10 min Gehzeit hinter der Welser Hütte bei den Teicheln abzweigt.

## Die Schermbergler
Kletterer der Erstbesteigung der Schermberg-Nordwand im Jahr 1929 über die Welser- und Linzer-Route sowie der Erstbegehung der Almtalerköpfl-Nordwand (IV) (1930) gründeten am 16. Dezember 1930 die "Alpine Gilde D'Schermbergler". 1932 errichtete der Verein am Gipfel ein Dreibein. Ab 1934 wird der Schermberglauf durchgeführt, ein Riesentorlauf vom Vorgipfel des Schermbergs etwa 200 Hm hinunter zum Fleischbanksattel. Am 18. Mai 1951 wurde im Alpenverein beschlossen, dass die Schermbergler zur Hochtouristengruppe (HG) der Sektion Wels des ÖAV wurden. Der Verein hatte mit Stand Mai 2019 34 Mitglieder. Neben dem Almtaler Haus steht das "(Franz Oberrauch) Stüberl", eine Hütte für Mitglieder und ihre Familien.